# Danzandarjaagiin Sereeter
Danzandarjaagiin Sereeter ( mongol : Данзандаржаагийн Сэрээтэр), né le 23 avril 1943, est un lutteur mongol qui pratiquait la lutte libre et la lutte gréco-romaine.
Sept fois champion de Mongolie, médaillé d'argent aux championnats d'Asie et de bronze aux championnats du monde, Sereeter participe à ses premiers Jeux olympiques à Tokyo en 1964 mais quitte le tournoi après deux défaites. Il fait nettement mieux en 1968 à Mexico, où il obtient une médaille de bronze en lutte libre dans la catégorie poids légers. Également présent à Munich en 1972, dans la catégorie des poids mi-moyens, il subit deux défaites qui mettent fin à ses prétentions.
Diplômé de l'Institut d'éducation physique d'Oulan-Bator en 1973, il mène une carrière d'entraîneur, notamment en Chine, après sa retraite sportive. Il avait auparavant servi au ministère de la Sécurité de Mongolie.
Très populaire dans son pays, il a reçu de nombreuses décorations dont celle de l'Ordre de l'Étoile Polaire.